# クラリスロマイシン
クラリスロマイシン (INN：clarithromycin) とは、14員環マクロライド系抗菌薬の1つである。
なお、クラリスロマイシンは天然物ではなく、天然物を化学修飾した半合成品であるため、抗生物質の定義からは外れる。したがって、これを「抗生物質である」とする説明は誤りである。

## 歴史
1970年代に大正製薬が創製し、1991年にアメリカ合衆国のアボット社によって市販された。一般にマクロライド系抗菌薬の全合成は、その化学構造が複雑であるため、大変に難しい。仮に行ったとしても、副生成物の除去や反応の制御などのために費用が嵩む。そこでクラリスロマイシンは、同じ14員環マクロライド系抗菌薬であるエリスロマイシンを化学修飾する事によって作られた。すなわち、クラリスロマイシンは半合成の抗菌薬である。

## 作用機序
クラリスロマイシンは原核生物のリボゾームの、50Sサブユニットという部分に結合して、タンパク質の合成を阻害する。この結果、クラリスロマイシンに対して耐性の無い細菌の増殖を、一定の濃度以上で抑制する。この濃度を下回ると、細菌は再び増殖を開始する。すなわち、静菌作用によって細菌に増殖抑制がかかっている間に、細菌に感染された宿主の側が、免疫機能によって攻撃を仕掛ける事によって、効果を発揮する。よって、適切な間隔で、適切な量のクラリスロマイシンを、適切な期間にわたって使用しないと、意味を成さない。
クラリスロマイシンは原型薬であるエリスロマイシンと類似の抗菌活性を有しており、基本的にエリスロマイシンと同様に、充分な濃度が持続している時間依存性に効力を発揮する抗菌薬だと考えられている。参考までに、レジオネラやインフルエンザ菌など一部の菌には、エリスロマイシンよりも強い抗菌活性を持つなど、ほぼ全ての点でエリスロマイシンよりも優れている。なお、高濃度では肺炎球菌、インフルエンザ菌、淋菌などの一部の菌に対しては、殺菌的にも作用する。

## 薬物動態

### 吸収・分布
エリスロマイシンとは異なり、クラリスロマイシンは酸に対して安定であるため、コーティングなどで胃酸から保護しなくても経口投与できる。ほとんどが腸から吸収されるものの、かなり初回通過効果の影響を受けるので、生物学的利用度は50パーセント程度に過ぎない。これを判り易く言うと、口から飲み込んだ量の半分ぐらいが、肝静脈にまで到達して、そのまま全身循環へと入るという事である。その後、クラリスロマイシンは、作用点に当たる細菌の感染部位に到達して、細菌に接触すると、その作用を発揮する。なお、経口投与した場合のクラリスロマイシンの最高血中濃度は、投与後2時間程度で達し、その後は低下してゆく。
また、徐放製剤を使用した場合には、消化管内でクラリスロマイシンを放出し続け、それが腸管内から順次吸収されて、門脈を通して肝臓に入るまでの間に一部が初回通過効果で失われながらも、持続的に肝静脈まで到達して、全身循環へと入り続ける。これを利用して、アメリカ合衆国には、1日1回の経口投与で良いクラリスロマイシン製剤も存在する。
なお、静脈注射・経口投与を問わず、投与されたクラリスロマイシンが最も高濃度に分布する組織は、肝臓と肺である。

### 代謝
クラリスロマイシンはCYP3A4で代謝されると同時に、CYP3A4の阻害薬でもある。なお、クラリスロマイシンは、主に肝臓で代謝される。代謝産物の中で14-ハイドロキシクラリスロマイシンは、クラリスロマイシンのほぼ2倍の抗菌活性を持っている。クラリスロマイシンの半減期は5時間で、14-ハイドロキシクラリスロマイシンの半減期は7時間である。これは、エリスロマイシンの血中半減期の数倍に相当する。よって、エリスロマイシンと異なり、クラリスロマイシンは徐放製剤でなくても1日3回程度の内服で良い。

### 排泄
クラリスロマイシンとその代謝産物は、尿と胆汁へと排泄される。なお、クレアチニンクリアランスが30 (mL/分)未満の重度の腎機能低下でない限り、投与量を調節する必要はない。

## 薬物相互作用
クラリスロマイシンは代謝酵素のCYP3A4を阻害する作用を有する。よって、CYP3A4で代謝される薬と併用した場合には、その薬の代謝が阻害され、その薬の血中濃度の高い状態が継続する薬物相互作用が生じる可能性がある。

## 適応
クラリスロマイシンに限らず、マクロライド系抗菌薬の基本的な用途は、ベータラクタム系抗菌薬やキノロン系抗菌薬がアレルギーなどの理由により使用できない患者に対する、連鎖球菌などのグラム陽性菌の感染症の際に、代替薬として用いる。
ただし、マクロライド系抗菌薬が第1選択とされる主な細菌としては、ベータラクタム系抗菌薬のような細胞壁の関連した抗菌薬が無効な、マイコプラズマ・リケッチア・クラミジアによる感染症が挙げられる。よって、特にマイコプラズマ肺炎とクラミジア肺炎の治療には、第1選択として使用され得る。
また、クラリスロマイシンは多剤併用で、ヘリコバクター・ピロリの除菌療法に用いられる場合もある。

### 主な適応
- 起因菌としてグラム陽性球菌が想定される、咽頭炎・細菌性肺炎・急性中耳炎・副鼻腔炎などの感染症

基本的には、何らかの理由でベータラクタム系抗菌薬を使用できない場合に限って選択する。クラリスロマイシンは静菌的な薬剤でもあり、臨床的な「切れ味（効果）」の面でベータラクタム系抗菌薬に明らかに劣る。
- 非定型肺炎

基本的には、マイコプラズマとクラミジアによる肺炎の総称で、第1選択薬として用いられ得る。なお、ウィルス性肺炎には無効だが、起因病原体の鑑別が難しい場合でも、重症度によっては、やむを得ず投与する場合も有る。
- トラコーマ、性器クラミジア感染症などのクラミジア感染症

ただし服薬コンプライアンスの面では、1日1回の経口投与で良いアジスロマイシンの方が、クラリスロマイシンよりも優れているとの考え方が主流である。
- 発疹チフスなどのリケッチア感染症、ツツガムシ病

基本的にはテトラサイクリン系抗菌薬を優先する。ただし、小児や妊婦では第1選択としてクラリスロマイシンを選択し得る。
- 百日咳（第1選択）
- カンピロバクター腸炎（第1選択）
- レジオネラ感染症（第1選択）
- 非結核性抗酸菌の予防・治療（第1選択）
- ヘリコバクター・ピロリの除菌療法（第1選択）

ただし、クラリスロマイシンが呼吸器感染症の治療に用いられる場合が有るため、特に小児には、クラリスロマイシン耐性のヘリコバクター・ピロリ保有も見られる。

## 処方例
成人では400 (mg/日)を2回か3回に分けて投与する用法用量を標準とするものの、例えば、AIDS患者の非結核性抗酸菌症に対しては800 (mg/日)などと増量する場合も有る。逆に小児の場合は、10〜15 (mg/kg/日)を2回か3回に分けて投与するなど、必要に応じて減量される場合も有る。いずれにしても、どの程度の用量で、それを何日間続けて投与するかは、患者の病状などに応じて医師が判断する。ただし、期間も重要であるが耐性菌出現の問題も有るので、患者の服薬コンプライアンスに注意を払う必要が有る。殊に解熱後の症状がとれてきた時期は、患者が勝手に服薬を中止したり、デタラメな間隔で服用したりし易いので、要注意である。

## 剤形

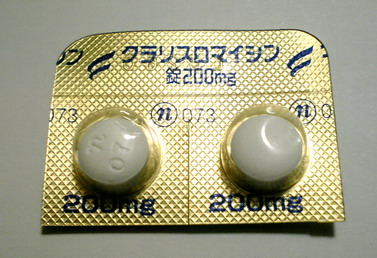
クラリスロマイシン錠 200 mg

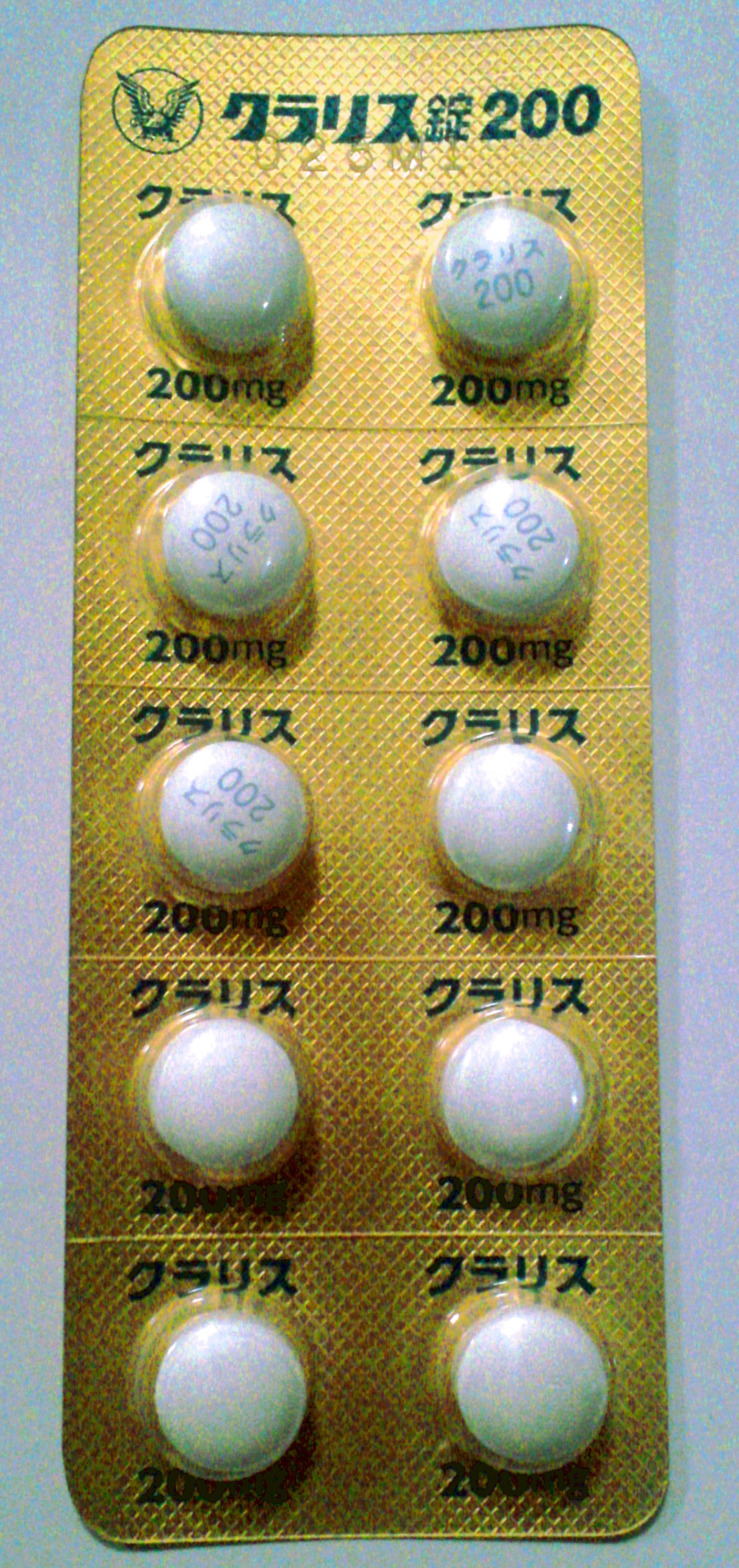
クラリスロマイシン200 mgの錠剤

錠剤・ドライシロップなどの剤形が存在する。また、錠剤などでは、50 mgや200 mgなどの複数の規格が見られる。

## 副作用
他のマクロライド系抗菌薬と同様で、重篤な副作用は少ない。
- 多いのは下痢・悪心（吐き気）・嘔吐などの消化器症状である。ただ消化器症状の頻度はエリスロマイシンよりも少ないとされる。稀に頭痛・倦怠感などを呈する。ごく稀にアレルギーを誘発して薬疹などが現れ、その一部は重篤な転帰を辿る場合も有る。
- クラリスロマイシンにより、心臓疾患による死亡が増加するとの報告が存在する[4]。安定冠動脈疾患患者におけるクラリスロマイシンの投与は、心血管疾患死を有意に上昇させたと報告された[5]。

## 禁忌
クラリスロマイシンの禁忌は、「本剤にアレルギー反応を持つ者」、「ピモジド、エルゴタミン含有製剤、スボレキサント、ダリドレキサント、ロミタピド、タダラフィル、チカグレロル、イブルチニブ、アスナプレビル、バニプレビルを投与中の患者」、「肝臓又は腎臓に障害のある患者で、コルヒチン服用者」である。
- アメリカ合衆国のFDAの胎児危険度分類はクラス「C」である。禁忌ではない。動物実験レベルでクラリスロマイシンの催奇形性を示唆する報告が出ているものの、大量投与した場合の実験結果であり臨床上の意義が明らかでない。しかし、FDA基準ではアジスロマイシンやエリスロマイシンがクラス「B」として、クラリスロマイシンより安全なクラスに入れてあるので、妊婦に対してアジスロマイシンや使用経験の多いエリスロマイシンの投与を優先する事は、充分考え得る選択肢である。
- FDAの授乳危険度分類は「2」であり「注意深く用いること」である。禁忌ではない。

## フィクションでの引用
- テレビドラマ「アンサング・シンデレラ」（2020年、フジテレビ）第2回では、苦みに敏感な小児に飲ませるためにオレンジジュースと一緒に飲ませようとした母親に対しての服薬指導のシーンとして、酸性の強い飲み物と一緒に飲むとコーティングが剥がれて苦みが出てしまう実例として引用された[7]。